# 丁世忠
丁世忠（1970年—），福建晋江陳埭鎮岸兜村人，回族，中华人民共和国政治人物、全国人民代表大会福建地区代表。

## 生平
歷任第十四屆全國政協常務委員丶中华人民共和国第十三届全国人民代表大会代表丶全國工商聯副主席。
1991年，丁和木、丁世家、丁世忠父子三人创建安踏（福建）鞋业有限公司。安踏體育在2007年於香港交易所上市。
毕业于华侨大学经济管理。担任安踏董事局主席兼总裁丶安踏集團丶林芝安大投资有限公司丶福建安踏投資有限公司等安踏系企業的控股股東。2008年起担任全国人大代表。2013年，担任全国人大代表。

## 慈善
2022年，捐贈百分之三安踏股份市值一百億港幣成立和敏慈善基金用于慈善活動，据介绍，首个捐赠项目18日签约落地，即捐赠20亿元，全资捐建上海第六人民医院福建医院  

### 榮譽
2018年中國年度經濟人物
2006年，獲“中國十大傑出青年”稱號。
2004年，獲“2004年全國十大品牌英才”稱號。
2000年，獲“福建省十大傑出青年企業家”稱號。

## 延伸阅读
[在维基数据编辑]